# Ali Haram
Ali Haram (en árabe: عَلِيّ عَبْد الله حَسَن حَرَم‎; Sitrah, Baréin, 11 de diciembre de 1988) es un futbolista de Baréin que juega en la posición de centrocampista. Desde el 2017 juega con el Riffa SC de la Liga Premier de Baréin.

## Carrera

### Club
| Periodo   | Club                      |
| --------- | ------------------------- |
| 2008-2012 | Sitra Club                |
| 2012–2015 | Al Hala SC                |
| 2015–2016 | Hidd SCC                  |
| 2016–2018 | Manama Club               |
| 2018–     | Riffa SC                  |
| 2021–2022 | → Al-Tadhamon SC (cedido) |

### Selección nacional
Haram debutó con Baréin en 2012 y fue convocado para jugar en la Copa Asiática 2019 en los Emiratos Árabes Unidos.
También jugó en la clasificación para la Copa Árabe de la FIFA 2021 donde anotó su primer gol internacional el 25 de junio de 2021 en la victoria por 2-0 en Isa Town ante Kuwait.

## Logros
- Liga Premier de Baréin (2): 2015/16, 2019
- Copa del Rey de Baréin (3): 2015, 2016/17, 2019
- Copa FA de Baréin (1): 2015
- Supercopa de Baréin (3): 2016, 2017, 2019